# Микаелян, Сергей Абгарович
Сергей Абгарович Микаелян (арм.  Սերգեյ Աբգարի Միքայելյան ) (08.05.1925 — 25.11.1980) — армянский и советский государственный деятель, начальник локомотивного депо станции Ленинакан, Герой Социалистического Труда, Почетный железнодорожник СССР (1965).

## Семья
Отец — Абгар Согомонович Микаелян (10.03.1884 — 24.03.1973), участник Майского восстания в Армении 1920 г., машинист бронепоезда «Вардан Зоравар» Почетный железнодорожник. Награждён орденами и медалями СССР.
Брат — Абрам Абгарович Микаелян (1.09.1915 — 11.03.1991), участник Великой Отечественной войны, в составе 89 Таманской армии дошёл до Берлина. Награждён орденами и медалями СССР.
Брат — Рафик Абгарович Микаелян (1917—1944), участник советско-финской и Великой Отечественной войны, погиб под городом Клуж (Румыния). Награждён орденами и медалями СССР.

## Биография
- 1938—1948 — № 13 средняя школа им. О. Туманяна г. Ленинакана;
- 1948—1950 — учёба на курсах машинистов электровоза в г. Тбилиси;
- 1950—1953 — машинист электровоза локомотивного депо станции Ленинакан;
- 1953—1963 — машинист-инструктор локомотивного депо станции Ленинакан;
- 1963—1972 — заместитель начальника локомотивного депо станции Ленинакан;
- 1972—1980 — Начальник локомотивного депо станции Ленинакан, Закавказской железной дороги;
- 1980 — Заведующий отделом транспорта и связи в Городском исполнительном комитете г. Ленинакана.

## Награды
- Золотая медаль «Серп и Молот» (1959);
- Орден Ленина (1959);
- Медаль «За трудовое отличие» (1953);
- Медаль «За оборону Кавказа»;
- Медаль «За доблестный труд в Великой Отечественной войне 1941—1945 гг.» (1946);
- Медаль «Ветеран труда» (1980).

## Разное
- 1965 — Почетный железнодорожник СССР
- 1964—1974 — Избран депутатом Совета Национальностей Верховного Совета СССР 7-го и 8-го созывов[5], член комиссии по транспорту и связи Совета Национальностей Верховного Совета СССР.
- 1976 — Избран делегатом XXV съезда КПСС[6][7] .
- Избран делегатом XIX, XXII, XXIV, XXV, XXVI съездов КП Армянской ССР.
- 1970 — Визит в Японию в составе правительственной делегации Верховного Совета СССР.
- 1970 — Награждён почетными знаками депутата Верхней и Нижней палат Парламента Японии и губернаторскими ключами от городов  и Осака (1970)
- 1978 — Участник ноябрьского Голубого Огонька на Центральном Телевидении.

## Статьи
- Журнал «Огонёк» № 10 март 1980 г. — Статья «Рейс в бессмертие»;
- Журнал «Огонёк» № 16 апрель 1966 г. — Статья «Ленинаканская символика»

- Газета «Комсомольская правда» от 24.02.1977 г. — Статья «Решения 25 съезда КПСС — в жизнь!»;
- Газета «Комсомольская правда» от 06.02.1963 г. — Статья «На красных галстуках — свет коммунизма»;
- Газета «Комсомольская правда» от 29.11.1970 г. — Статья «Поступь творцов»;
- Газета «Известия» от 29.05.1963 г. — Статья «Достойный наследник»;
- Газета «Известия» от 18.07.1973 г. — Статья «Верность революционным традициям»;
- Газета «Известия» от 18.05.1972 г. — Статья «Салют красному галстуку»;
- Газета «Молот» от 31.12.1967 г. — Статья «Ленинаканцы в донском Ленинакане»;
- Газета «Вечерний Ростов» от 22.06.1968 г. — Статья «Дружбе крепнуть»;
- Газета «Ленинское Знамя» от 16.01.1971 г. — Статья «Могучая поступь Родины»;
- Газета «Вечерняя Москва» от 22.11.1971 г.;
- Газета «Заря Востока» от 02.08.1959 г. — Статья «Герои Социалистического Труда»;
- Газета «Заря Востока» от 02.06.1962 г. — Статья «Собрание партийно-хозяйственного актива ЗКВЖД»;
- Газета «Учительская газета» от 05.02.1963 г. — Статья «Всем близки дела пионерии»;
- Газета «Радио и телевидение» от 07.11.1978 г. — Статья «Голубой огонёк»";
- Газета «Экономическая газета» № 9 — 1973 г. — Статья «24 февраля открылся 25 съезд КПСС»;
- Газета «Труд» от 21.11.1970 г. — Статья «Дни армянской культуры в Москве»;
- Газета «Труд» от 30.12.1972 г. — Статья «В семье единой»;
- Газета «Гудок» от 07.06.1969 г. — Статья «Ростовскому институту — 40 лет»;
- Газета «Гудок» от 11.05.1969 г. — Статья «Ленинакан»;
- Газета «Гудок» от 12.06.196? г. — Статья «Герой труда»;
- Газета «Гудок» от 24.02.1976 г. — Статья «Пятилетка — наше кровное дело»;
- Газета «Гудок» от 20.12.1979 г. — Статья «Паровоз на пьедестале»;
- Газета «Гудок» от 02.08.1959 г. — Статья «Указ Президиума Верховного Совета СССР»;
- Газета «Гудок» от 15.05.1966 г. — Статья «Их имена назвал народ»;
- Газета «Гудок» от 12.06.1966 г. — Статья «С открытым сердцем»;
- Газета «Гудок» от 15.12.1966 г. — Статья «Они приехали на сессию»;
- Журнал «Вожатый» № 10 — 1971 г.;
- Журнал «Промышленность Армении» № 11 — 1967 г. — Статья «Магистраль Ленина, магистраль Октября»;
- Журнал «Промышленность Армении» № 4 — 1970 г. — Статья «Ленинакан — вчера, сегодня, завтра»;
- Журнал «Тяга» № 9 — 1959 — Статья «C.A. Микаэлян»;
- Журнал «Тяга» № 3 — 1967 — Статья «На трудовой вахте юбилейного года»;
- Журнал «Железнодорожный транспорт» № 6 — 1969 — Статья «Верные великим заветам».

## Сочинения
Японские километры (1970) — Воспоминания о визите в Японию

## Фильмы
- Документальный фильм «Династия» Студия «Ереван» — диплом на всесоюзном фестивале телевизионных фильмов посвященный 60-летию Великого Октября;
- Документальный фильм «Наследники» Студия «Ереван» (1976 г.) — автор сценария А.Какосян, режиссёр Е.Манарян[12]